# Akeem Hill
Akeem Hill (ur. 1 listopada 1996 w Bridgetown) – barbadoski piłkarz grający na pozycji pomocnika – reprezentant Barbadosu

## Kariera klubowa
Akeem Hill swoją przygodę z piłką rozpoczynał w klubie Notre Dame Bayville. W 2017 roku dołączył do drużyny Barbados Defence Force SC, z którą w sezonie 2018/2019 zdobył mistrzostwo Barbadosu.

## Kariera reprezentacyjna
Akeem Hill jest wielokrotnym reprezentantem Barbadosu. W seniorskiej kadrze zadebiutował zwycięskim meczem z Saint Vincent i Grenadyny dnia 6 marca 2015 roku. Do dnia 17 października 2020 jego bilans występów to 24 mecze i jeden gol

## Bramki w reprezentacji
| Nr | Data            | Obiekt                                      | Przeciwnik | Bramka na | Rezultat | Zawody                          |
| -- | --------------- | ------------------------------------------- | ---------- | --------- | -------- | ------------------------------- |
| 1. | 8 września 2019 | Truman Bodden Stadium, George Town, Kajmany | Kajmany    | 1–1       | 3–2      | Liga Narodów CONCACAF 2019/2020 |